# Between the Sheets (cocktail)
Pour l’article homonyme, voir Between the Sheets.
Le Between the Sheets est un cocktail composé de rhum blanc, cognac, triple sec, et jus de citron. Il figure sur la liste officielle de l'IBA

## Histoire
L'origine de ce cocktail est généralement attribuée à Harry MacElhone du Harry's New York Bar de Paris dans les années 1930, comme une variante du Sidecar,
. Cependant, selon d'autres sources, ce cocktail aurait été créé au bar de l'hôtel Berkeley à Londres vers 1921, ou dans des bordels français comme apéritif pour les prostituées,

## Variantes
Cette préparation est proche de celle du Sidecar, avec moins de cognac et en ajoutant du rhum. Le Maiden's Prayer est parfois considéré comme un homonyme du Between the Sheets, ou comme une préparation différente utilisant du gin à la place du rhum et du cognac, en comprenant du jus d’orange en plus du jus de citron,,.